# Amerikai szépség
Az Amerikai szépség (eredeti cím: American Beauty) 1999-ben bemutatott amerikai filmdráma, melyet Alan Ball forgatókönyvéből az elsőfilmes Sam Mendes rendezett. A főszerepben Kevin Spacey látható, aki Lester Burnhamet játssza, egy reklámügynököt, aki életközépi válságot él át, miközben elkezd vonzódni tinédzser lánya legjobb barátnőjéhez (Mena Suvari). Annette Bening játssza Carolynt, Lester anyagias feleségét, Thora Birch pedig a lányukat. A filmnek többféle értélmezési lehetősége van: egyfelől egy szatírája annak, hogyan lett a szépség és a személyes elégedettség fetisizálva az amerikai középosztály által. Másfelől a romantikus szerelem és a szülői szeretet közötti különbségeket tárgyalja; egy harmadik nézőpontból pedig az egyén önfelszabadítását az apró örömök élvezete által.
1999 szeptemberében mutatták be, és mind a kritika, mind a közönség jól fogadta. Kritikailag a második legjobb film lett abban az évben A John Malkovich menet mögött, illetve a kilencedik legmagasabb bevételt érte el. Több Oscar-díjra is jelölték, mely jelölésből ötöt el is nyert, köztük a legjobb filmért járó aranyszobrot.

## Történet
A film Lester Burnham narrációjával indít, aki elmondja, hogy 42 éves, és pontosan egy év múlva meg fog halni. Lester középkorú vezető egy reklámügynökségnél, és boldogtalan házasságban él neurotikus, törtető ingatlanügynök feleségével, Carolyn-nal. Egyetlen gyermekük a 16 éves Jane, akinek alacsony az önbecsülése és megveti szüleit. A szomszédjukba költözik a nyugállományú tengerészgyalogos-ezredes, Frank Fitts, a közel katatón állapotban tengődő felesége, Barbara, és fia, Ricky, aki egy videokamerával rögzíti a mindennapjait, a felvételeket pedig a hálószobában tárolja. Ezeken a filmeken az élet apró örömeit igyekszik megörökíteni. Hogy hobbijára pénzt szerezzen, mellékesként marihuánát is árul. Frank szigorú és durva módon neveli fiát, korábban intézetbe és katonai iskolába is küldte őt. Másik szomszédjuk, a homoszexuális Jim Olmeyer és Jim Berkley üdvözli Fittséket, feldühítve a mélységesen homofób Franket.
Egyik este, amikor az iskolai kosárlabdacsapat pomponlányait nézik, Lester első látásra beleszeret Jane barátnőjébe, a kortársai előtt állandóan a szexuális tapasztalataival hencegő Angela Hayesbe. Lester elkezd róla fantáziálni, amelyekben a vörös rózsaszirmok mindig megjelennek. Carolyn viszonyt kezd egy másik ingatlanossal, Buddy Kane-nel. Lester eközben otthagyja a munkahelyét: megzsarolja a főnökét, adjon neki magas végkielégítést, majd a lehető legkisebb felelősséggel járó állásban, egy gyorsétteremben kezd el dolgozni. Megveszi álmai autóját, egy 1970-es Pontiac Firebird-öt. Amikor meghallja, hogy Angela azt mondja Jane-nek, lefeküdne a nála idősebb férfival, ha az izmosabb lenne, súlyzós edzésbe kezd. Rickytől rendszeresen füvet vesz és viszonozza Angela flörtölését. Eközben a lányok barátsága megromlik, amikor Jane járni kezd Rickyvel, amit Angela különösnek talál - a fiú viszont azt a szépséget látja meg benne, amit ránézésre nem vehet észre az átlagember.
Buddy és Carolyn egy lőtéren randevúznak, majd később abba a gyorsétterembe mennek, ahol Lester is dolgozik. A felszarvazott férj leleplezi őket, a nős Buddy attól fél, költséges válóper vár rá, ezért megszakítja a viszonyt. Carolyn megalázottnak és kétségbeesettnek érzi magát, amiért az életben elkerüli a siker. Frank talál Ricky videói között egy olyan felvételt, amelyen Lester meztelenül gyúr, és arra gyanakszik, valamilyen homoszexuális kapcsolat van köztük Dühödten meg is vádolja a fiát azzal, hogy meleg, majd elzavarja otthonról. Miközben Carolyn hazafelé tart, egy pisztolyt akarna elővenni a kocsija kesztyűtartójából, egy önsegítő kazettát hallgatva. Odahaza Jane és Angela összevesznek, miközben megérkezik Ricky és arra kéri a lányt, tartson vele New Yorkba. Jane dühében unalmasnak nevezi Angelát, aki szerinte nem is szép.
Frank zavarodottan megy át a szakadó esőben Lester garázsába, de nem tud megszólalni, hanem váratlanul sírásban tör ki. Lester vigasztalni próbálja, majd amikor Frank hirtelen meg akarja őt csókolni, udvariasan visszautasítja. Később rátalál Angelára és megvigasztalja őt is, és elmondja neki, mennyire vonzódik iránta. Elkezdi vetkőztetni a lányt, aki közben vallja be, valójában még szűz. Lester ekkor jön rá, hogy Angela mindvégig csak megjátszotta, mennyire tapasztalt szexuális téren, így nem tudja folytatni a dolgot. Megosztják egymással a frusztrációikat, majd miközben Angela a fürdőszobába megy, Lester mosolyogni kezd, ahogy egy családi fényképüket nézi. Ekkor hátulról valaki orvul agyonlövi őt.
Ricky és Jane, akik korábban valóban fontolgatták Lester megölését, találják meg a holttestet. Mikor Carolyn is felfedezi férje tetemét, eldobja a pisztolyt, majd a gardróbba megy és elkezdi ölelgetni Lester ruháit. Frank, akinek hiányzik egy fegyver a gyűjteményéből, véres ruhában tér haza. Az immár halott Lester narrálja a befejezést, felidézve azt a sok kellemes emléket, ami élete során érte, s amelyekért hálás. Habár meggyilkolták, végre boldog, mert megtalálta a szépséget a világban.

## Szereplők
| Szerep                | Színész           | Magyar hang          |
| --------------------- | ----------------- | -------------------- |
| Lester Burnham        | Kevin Spacey      | Máté Gábor           |
| Carolyn Burnham       | Annette Bening    | Udvaros Dorottya     |
| Jane Burnham          | Thora Birch       | Szénási Kata         |
| Ricky Fitts           | Wes Bentley       | Crespo Rodrigo       |
| Angela Hayes          | Mena Suvari       | Solecki Janka        |
| Buddy "A Király" Kane | Peter Gallagher   | Csernák János        |
| Jim Olmeyer           | Scott Bakula      | Megyeri János        |
| Jim Berkley           | Sam Robards       | Kapácsy Miklós       |
| Barbara Fitts         | Allison Janney    | Menszátor Magdolna   |
| Frank Fitts           | Chris Cooper      | Reviczky Gábor       |
| Brad                  | Barry Del Sherman | Kálloy Molnár Péter  |
| Vendéglátóhelyi főnök | Joel McCrary      | Csík Csaba Krisztián |

## Témák és analízis
Az, hogy miről is szól valójában a film, a kezdetektől vita tárgya. Egyesek szerint "az élet értelméről", mások szerint "az amerikai kertvárosi lét ürességéről", és e körben a film készítői sem adtak egyenes válaszokat. Mendes szerint a forgatókönyv minden egyes olvasatban mást és mást mutatott fel: "egy rejtélyes történetet, egy kaleidoszkopikus utazást az amerikai kertvárosban, szerelmi történetek sokaságát, bebörtönzést, magányt és szépséget. Egyszerre vicces, dühítő és szomorú".
Wayne C. Booth irodalomkritikus és író szerint a filmnek nincs egyetlen megfejtése. Nem lehet úgy összefoglalni, hogy ez egy szatíra arról, hogy mi a rossz az amerikai életmódban, ami a szépség ünneplését kezdi ki. Sokkal inkább mondható egyfajta portrénak arról a szépségről, ami az amerikai élet nyomorúsága és ballépései mögött található, amit azonban tompítanak a kegyetlen és rémisztő jelenetek, valamint az író fenntartásai a közerkölccsel kapcsolatosan. Nem lehet azt se mondani, hogy arról szólna, hogy Lester vagy Ricky elmagyarázzák, milyen az élet és hogy kellene élni.
Mendes szerint a film egy út a bebörtönzéstől a kiszabadulásig. Lester létezésének monotonitását a szürke, egyhangú munkahelye és a jellegtelen ruházata domborítják ki. Amikor az egyik első jelenetben a zuhany alatt áll, a zuhanyzó is azt a hatást kelti, mintha egy cellába lenne zárva, de amikor a munkahelyén mutatják és a számítógép-képernyőn láthatjuk tükröződni az alakját, az azon futó karakterek olyan hatást keltenek, mintha rácsok mögött lenne. Jody W. Pennington szerint Lester útja a film központi eleme. Szexuális újraébredése a film egyik fordulópontja, amely után elkezdi eldobni magától annak a kényelmes életnek a felelősségeit, amit úgy megvet. Miután füvet szív Rickyvel, a szelleme is felszabadul, és elkezd lázadni Carolyn ellen. Újonnan nyert magabiztosságával elhiszi, hogy Angela elérhető számára, és megkérdezi banális, anyagias kisvárosi létezését. Amikor állást kap a gyorsétteremben, olyan pontba tud visszahúzódni, ahonnan "látja az egész életét maga előtt". Amikor Lestert rajtakapja a felesége, hogy a zuhany alatt maszturbál, és dühösen kel ki a magánélete védelme érdekében, akkor hallhatjuk először, mit gondol igazából róla. A végső fordulópont pedig az, amikor megtudja, hogy Angela még szűz, és többé nem a szexuális vágy tárgyát látja benne, hanem már olyannak, mintha a lánya lenne. Végül körbeér a történet: Lester rámosolyog a családi fotójukra. Ekkor a kamera a fal felé fordul, majd hirtelen lövés hallatszik és a fal véres lesz. A jelenet lassúsága a halálában rejlő békét szimbolizálja. A holttestét Jane és Ricky találja meg: Mendes szerint ahogy Ricky belenéz Lester halott szemeibe, az a film témájának összefoglalója: megtalálni a szépséget ott, ahol a legkevésbé számítana rá az ember.
Más 1999-ben bemutatott filmekhez hasonlóan ("Harcosok klubja", "A holtak útja", "Magnólia") az Amerikai szépség is arra bátorítja a nézőt, hogy éljen értelmesebb életet. A film kikel a konformitás ellen, de nem tagadja, hogy az embereknek szüksége van rá, mint ahogy a homoszexuális párnak is, akik csak be szeretnének illeszkedni. A film már a nyitójelenetével, amelyből kiderül, hogy ez Lester életének utolsó éve, arra készteti a nézőt, hogy gondolkodjon el a halandóságon. Egyáltalán az is kérdés, hogy honnan és milyen állapotban meséli a történetet, de az is, hogy hogyan halt meg - vagy fog meghalni. Az, hogy a megelőző jelenetben Jane arról beszélget Rickyvel, hogy meg kéne ölnie az apját, csak további kérdéseket vet fel.
Az amerikai középosztály életének sivársága a film szatírájának tárgya. Még Lester is csak úgy képes kikerülni ebből, hogy komolyan lehetővé válik a szexuális együttlét lehetősége Angelával, merthogy ebben is benne van a média által gerjesztett kép, hogy a férfiasság a szexualitás útján válik kiteljesültté. Carolynt szintén hasonló dolgok mozgatják az áhított boldogság felé: lakókörnyezetét csodaszéppé téve próbálja azt elérni, mert abban hisz, hogy az anyagi javak által teremtődik meg a boldogság.
Ricky a film spiritualitásának középpontja. A fiú mindenben képes meglátni a szépet, és mindent levideóz, attól tartva, hogy örökre elillan. Ő mutatja meg azt Jane-nek, ami szerinte a legszebb a világon: egy műanyag zacskót, amit csak úgy fúj a szél. Megragadja a pillanatot, mert úgy érzi, hogy a dolgok mögött egy egész élet áll. A film során az egész Burnham család lassan az ő nézőpontja felé közelít.
A színek is fontos szimbolikáját képezik a filmnek, különösen a vörös. Amikor először látjuk Lestert, minden szürkés körülötte. Csak amikor visszanyeri egyéniségét, jelenik meg először a vörös szín. Az "American Beauty" fajtájú rózsa és annak szirmai Lester számára akkor jelennek meg, amikor Angeláról fantáziál: a lány ilyenkor meztelen és csak a szirmok takarják őt. Carolyn esetében esetében a "kisvárosi sikeresség álcája": ugyan telerakta a házat ezekkel a virágokkal, az mégis az üresség érzetét kelti. Carolyn úgy érzi, hogy amíg rózsák vannak, minden rendben van. A vázában lévő rózsa abban a jelenetben, amikor Angela és Lester közt forr a levegő, Lester korábbi életét és Carolynt szimbolizálja; ahogy egyre közelebb kerülnek egymáshoz, a rózsák (és ezzel Carolyn) szép lassan kikerülnek a képből.
A film a karaktereket a szexualitásukon keresztül bontja ki. Lester úgy szeretné újraélni a fiatalságát, hogy eltökéli, hogy lefekszik Angelával, a nejével való kapcsolatának megromlását pedig a szexuális életük hiányával mutatja be. A szexuálisan frusztrált Carolyn megcsalja őt, aminek hatására az addig hideg perfekcionista nő boldogan kezd el énekelni az autóban a rádióval együtt. Jane és Angela is rendszeresen beszélnek a szexről, Angela pedig a saját nemi életével kapcsolatosan hazudik. Fitts ezredes homofób megjegyzést tesz a szomszédokra, amiért azok szerinte a szexualitásukat szégyentelenül az arcába dörgölik, miközben ő maga is látens homoszexuális.
A cselekményt Lester meséli a halálának pillanatában kezdve, visszaugorva egy évet az időben, időrendileg elmesélve mindent. Amikor a fantáziái kerülnek szóba, a rendező lassított és ismétlődő képsorokat használt fel ennek érzékeltetésére. Még a zene is megváltozik ilyenkor, hogy a néző is érezze, hogy ez csak a képzelet szüleménye.

## Megalkotása
Alan Ball az 1990-es évek elején még mint színdarabot kezdte el írni a történetet, részben Amy Fisher 1992-es peréből inspirálódva. Az ügyben az akkor csak 17 éves Fishert helyezték vád alá, mert arcon lőtte a nála jóval idősebb szeretője, Joey Buttafuoco feleségét. Másik inspirációs tényező volt, amikor 1991-ben meglátott a Világkereskedelmi Központ előtt egy, a szél által fújt műanyag szatyrot, amit percekig nézett, miután furcsa érzelmi reakciót váltott ki belőle. Ball egy idő után félretette a munkáját, mert úgy látta, hogy nem lehet jól színpadra adaptálni. 1997-ben aztán újra elővette, mert a "Grace Under Fire" és a "Cybill" című szitkomok epizódjainak megírása helyett a filmvászonra szeretett volna kerülni. Csatlakozott a United Talent Agencyhez, ahol három ötletet prezentált, és ezek egyike volt az "Amerikai szépség". Ugyan a történet alapkoncepciójáét nehezen lehetett marketingelni, az ügynökség vezetője, Andrew Cannava mégis ezt választotta, mert úgy látta, hogy Bell ezt csinálta a legnagyobb szenvedéllyel. Időközben az "Oh Grow Up" című szitkomot is írnia kellett, és rettenetesen frusztrálta, hogy a tévécsatornák mennyire beleszólnak a kreatív munkába - ezt a dühét a film forgatókönyvébe is átvitte.
Ball úgy vélte, hogy a forgatókönyve leginkább csak ajánlólevélnek lesz jó különféle produkciós cégekhez, ehhez képest maga is meglepődött, hogy mennyien érdeklődtek iránta. Dan Jinks és Bruce Cohan producerek segítségével a DreamWorks-höz került a film, akik megígérték, hogy megcsinálhatja azt, és nem fogják nagyon korlátozni. Még opciós jogot se kötöttek ki a forgatókönyvhöz, ami szokatlan volt, hanem helyette megvásárolták azt 1998-ban, 250 ezer dollárért. Ezzel megelőzték a Fox Searchlight Pictures, az October Films, a The Samuel Goldwyn Company, és a Lakeshore Entertainment ajánlatait. A tervek szerint 6-8 millió dolláros költségvetéssel számoltak.
Jinks és Cohen egy A-listás rendezőt szerettek volna a projekthez, amit Ball nem akart, mert félt, hogy ez a költségvetés rovására megy, és a DreamWorks esetleg "ideges lesz". Eredetileg Mike Nichols és Robert Zemeckis volt kiszemelve, de mindketten visszautasították. Ugyanabban az évben Sam Mendes, akkor még csak színházi rendezőként, újra sikerre vitte a Kabaré című musicalt New Yorkban, Rob Marshall segítségével. Egy Los Angelesben tett látogatása során, amikor maga is filmrendezői ambíciókra tört, meglátta az "Amerikai szépség" forgatókönyvét, és azonnal kiválasztotta magának. Két találkozó után meggyőzte a DreamWorks fejeseit, hogy őt válasszák. A rendezésért csak az akkori szabályok szerinti minimumösszeget, 150 ezer dollárt fizettek neki, amiből Mendes elmondása szerint az ügynöke kifizetése és az adózás után mindössze 38 ezer dollárt kapott kézhez.
Az eredeti forgatókönyv-vázlat még az Amy Fisher-perből inspirálódott, és ebben már benne volt az összes későbbi főszereplő, viszont Carolyn szerepe lényegesen kisebb, a homoszexuális páré pedig nagyobb volt. Ball beleírta saját élettapasztalatait is: a frusztrációját, amiért félre kellett tenni a szenvedélyét azért, hogy olyan munkát végezzen, amit utál, olyan embereknek, akiket nem tisztel. Ricky jelenetei az ő gyerekkori tapasztalatain is alapulnak: gyanította, hogy a saját apja is homoszexuális, így született meg Fitts ezredes karaktere, aki "feladta az esélyét, hogy önmaga lehessen". A forgatókönyv mintegy véletlenül alakult úgy, hogy komikus és drámai elemeket vegyített, az nem volt szándékos.
A sztori korai változatában Lester és Angela végül lefeküdtek egymással, ezt Ball végül a forgatás előtt írta át. Eleinte visszautasította, hogy bárki beleszóljon a munkájába, de a DreamWorks akkori igazgatója, Walter Parkes meggyőzte, hogy a görög drámákban is a hős megvilágosodik, mielőtt a tragédia bekövetkezne. Ball maga is rádöbbent arra, hogy Lester azzal ér az útja végére, és éri el saját megváltását, ha visszautasítja a szexuális aktust. A producerek azt kérték, hogy ezen legalább addig ne változtasson, amíg nincs meg a film rendezője. Ugyancsak a korai változatban szerepelt Fitts ezredes múltja a tengerészgyalogságnál, amely magyarázatot adott volna a homoszexualitáshoz való hozzáállására. Egy katonatársával lépett volna ugyanis kapcsolatba, aki idővel meghalt, Fitts pedig úgy érezte, hogy a halála a büntetés azért, mert bűnt követett el. Ball végül kivette ezt a forgatókönyvből, mert nem illett bele a filmbe (Fitts lett volna az egyetlen szereplő, aki visszaemlékezést kap), azonkívül a Lesterrel közös jelenetük nagyobb meglepő erővel bírt.
Ball a film készítése során is aktívan közreműködött, ezért különleges engedélyt kapott egy másik, tévésorozatra szóló felkérése kapcsán, hogy egy évig kizárólag a filmmel foglalkozhasson. Ezalatt végzett el néhány további módosítást. Az eredeti befejezés szerint ugyanis Rickyt és Jane-t letartóztatták volna, miután Fitts ezredes hamisan vádolta meg őket a gyilkosság elkövetésével. A jelenetet, amelyben Angela autójában ülve Ricky és Jane a halálról és a szépségről beszélgettek, költségcsökkentési okokból megváltoztatták; eredetileg egy autóbaleset szemtanúi lettek volna, ahol egy holttestet is látnak. Helyette Ricky utalt arra, hogy egyszer látott egy halott hajléktalan nőt. Ezt a jelenetet ki akarták vágni, de Ball nem engedte, mondván hogy ez az egyik legfontosabb jelenet. Mivel az autós jelenetet megváltoztatták, egy másik jelenetet is át kellett írniuk, és ez pedig az volt, amikor Jane úgy döntött, hogy Rickyvel megy inkább haza Angela helyett.

### Szereplőválogatás
Mendes már a kezdetektől a Spacey-Benning párost szerette volna főszereplőnek, de a DreamWorks eleinte nem akarta őket. Helyette javasolták Bruce Willist, Kevin Costnert és John Travoltát, sőt Chevy Chase-t is, Carolyn szerepére pedig Helen Huntot és Holly Huntert. Mendes nem akarta, hogy egy szupersztár szerepeljen a filmben, mert az elnyomta volna a cselekményt; Spaceyt a "Glengarry Glen Ross"-ban, a "Közönséges bűnözők"-ben és a "Hetedik"-ben nyújtott alakítása miatt találta ideálisnak a szerepre. A játéka a cselekmény elején Jack Lemmont-t imitálta a "Legénylakás" című filmből, majd később, ahogy a film szerint is edzi a testét, egyre karakánabb lett. A narrációját az "Alkony sugárút" inspirálta, ahol ugyancsak egy halott karakter narrál. Bening karakteréhez külön kitalálták a hajviseletét, és a rendező olyan zenéket hallgattatott vele, amiket szerinte Carolyn szeretne. Angela szerepére eredetileg Kirsten Dunst volt esélyes, de ő a szexuális töltet és a meztelen jelenetek miatt visszautasította. Sarah Michelle Gellar azért lépett vissza, mert a "Buffy, a vámpírok réme" forgatása miatt nem tudta vállalni.
Mendes maga választhatta ki Jane, Ricky és Angela szerepére Thora Birch-t, Wes Bentleyt és Mena Suvarit. Birch esetében, mivel egy nagyon rövid meztelen jelenete volt, és a színésznő ekkor még alig töltötte be a 16. életévét, a szülők engedélyét kellett kérni. A jelenet forgatásakor a szülőkön kívül a gyerekmunkajogi képviselők is jelen voltak. Bentley instruálása céljából a rendező egy kamerát adott neki, hogy filmezzen úgy, ahogy Ricky is tenné. Peter Gallagher és Allison Janney már a forgatás megkezdését követően kerültek képbe. Mendes egy Edward Munch-könyvet adott Janney-nek azzal, hogy szerinte az ő karaktere is valahol a művek közt rejtőzik. Később az általa játszott Barbara dialógusaiból sokat kivágott, hogy a csenddel éreztesse a közte és Fitts ezredes közt fennálló kapcsolatot. Chris Cooper játszhatta Fitts ezredest, a homoszexuális párt pedig Scott Bakula és Sam Robards. Utóbbiak karakterei mindketten a Jim keresztnevet kapták, és szándékoltan ők lettek a filmben a legnormálisabb, legboldogabb, és egyben legunalmasabb pár.

## Díjak és jelölések
A film dominálta az 1999-es Oscar-gálát, 8 jelölést kapott. A film további 83 győzelmet aratott és 74 jelölést söpört be számtalan más filmfesztiválon.
Oscar-díj
- díj: legjobb film (Bruce Cohen, Dan Jinks)
- díj: legjobb férfi főszereplő (Kevin Spacey)
- díj: legjobb rendező (Sam Mendes)
- díj: legjobb eredeti forgatókönyv (Alan Ball)
- díj: legjobb operatőr (Conrad Hall)
- jelölés: legjobb női főszereplőnek (Annette Bening)
- jelölés: legjobb zenének (Thomas Newman)
- jelölés: legjobb vágásnak (Tariq Anwar)

American Comedy Awards, USA
- díj: American Comedy Award for Funniest Actress in a Motion Picture (Leading Role)

American Society of Cinematographers, USA
- díj: ASC Award for Outstanding Achievement in Cinematography in Theatrical Releases

Australian Film Institute
- díj: legjobb külföldi film díja

BAFTA-díj
- díj: legjobb vágás
- díj: legjobb operatőr
- díj: legjobb női főszereplő
- díj: legjobb férfi főszereplő
- díj: legjobb film
- jelölés: legjobb forgatókönyv
- jelölés: legjobb férfi mellékszereplő
- jelölés: legjobb női mellékszereplő
- jelölés: legjobb hang
- jelölés: legjobb díszlet, legjobb smink
- jelölés: legjobb női mellékszereplő

BMI Film & TV Awards
- díj: BMI Film Music Award

Bodil Awards
- díj: Bodil for Best American Film (Bedste amerikanske film)

Bogey Awards, Germany
- díj: Bogey Award

British Society of Cinematographers
- díj: Best Cinematography Award

Wings TEC Critics Awards]
- díj: legjobb film
- díj: legjobb színész – (Kevin Spacey)
- díj: legjobb rendező – (Sam Mendes)
- díj: legjobb eredeti forgatókönyv
- díj: legjobb vágás
- díj: legjobb szereposztás
- jelölés: legjobb női főszereplő – (Annette Bening)
- jelölés: legjobb női mellékszereplő – (Thora Birch)
- jelölés: legjobb női mellékszereplő – (Mena Suvari)
- jelölés: legjobb operatőr
- jelölés: legjobb zene
- jelölés: legjobb hangvágás

American Cinema Editors, USA
- jelölés: Eddie for Best Edited Feature Film – Dramatic

American Comedy Awards, USA
- jelölés: American Comedy Award for Funniest Motion Picture, Funniest Actor in a Motion Picture (Leading Role)

Art Directors Guild
- jelölés: Excellence in Production Design Award for Feature Film

Awards of the Japanese Academy
- jelölés: Award of the Japanese Academy for Best Foreign Film

Blockbuster Entertainment Awards
- jelölés: Blockbuster Entertainment Award for Favorite Actress – Drama
- jelölés: Favorite Supporting Actor- Drama
- jelölés: Favorite Supporting Actress – Drama
- jelölés: Favorite Actor – Drama
- jelölés: Favorite Actress – Newcomer (Internet Only)

Brit Awards
- jelölés: Brit for Best Soundtrack

Chicago Film Critics Association Awards
- jelölés: CFCA Award for Best Cinematography, Best Screenplay, Best Actress

Cinema Audio Society, USA
- jelölés: C.A.S. Award for Outstanding Achievement in Sound Mixing for a Feature Film

## Fordítás
Ez a szócikk részben vagy egészben  az   American Beauty (1999 film) című angol Wikipédia-szócikk ezen változatának fordításán alapul.  Az eredeti cikk szerkesztőit annak laptörténete sorolja fel. Ez a jelzés csupán a megfogalmazás eredetét és a szerzői jogokat jelzi, nem szolgál a cikkben szereplő információk forrásmegjelöléseként.